# Kanton L'Isle-en-Dodon
L'Isle-en-Dodon is een voormalig kanton van het Franse departement Haute-Garonne. Het kanton maakte deel uit van het arrondissement Saint-Gaudens. Het werd opgeheven bij decreet van 13 februari 2014 met uitwerking op 22 maart 2015. De gemeenten werden toegevoegd aan het kanton Cazères.

## Gemeenten
Het kanton L'Isle-en-Dodon omvatte de volgende gemeenten:
- Agassac
- Ambax
- Anan
- Boissède
- Castelgaillard
- Cazac
- Coueilles
- Fabas
- Frontignan-Savès
- Goudex
- L'Isle-en-Dodon (hoofdplaats)
- Labastide-Paumès
- Lilhac
- Martisserre
- Mauvezin
- Mirambeau
- Molas
- Montbernard
- Montesquieu-Guittaut
- Puymaurin
- Riolas
- Saint-Frajou
- Saint-Laurent
- Salerm